# Pedro Ortega Silvera
Pedro Ortega (Baranoa, Atlántico, Colombia; 2 de febrero de 1982) es un exfutbolista colombiano. Jugaba de mediocampista y se retiró en el Deportes Quindío de Colombia.

## Clubes
| Club             | País     | Año       |
| ---------------- | -------- | --------- |
| Junior           | Colombia | 2001-2005 |
| Real Cartagena   | Colombia | 2005      |
| Junior           | Colombia | 2006      |
| Real Cartagena   | Colombia | 2007      |
| Junior           | Colombia | 2007-2008 |
| Deportes Quindío | Colombia | 2009      |

## Palmarés

### Torneos nacionales
| Título              | Club   | País     | Año  |
| ------------------- | ------ | -------- | ---- |
| Torneo Finalización | Junior | Colombia | 2004 |